# Proacidalia fusca
Proacidalia fusca är en fjärilsart som beskrevs av Tutt 1896. Proacidalia fusca ingår i släktet Proacidalia och familjen praktfjärilar. Inga underarter finns listade i Catalogue of Life.